# واندر من
واندر من (انگلیسی: Wonder Man) با نام اصلی سایمون ویلیامز (Simon Williams) شخصیتی در کتاب‌های کامیک آمریکایی منتشرشده توسط مارول کامیکس است. این شخصیت توسط نویسنده استن لی و طراحان دان هک و جک کربی ساخته شد و نخستین بار در شماره ۹ از مجموعه انتقام‌جویان (اکتبر ۱۹۶۴) معرفی شد. واندر من ابتدا به عنوان یک ابرشرور معرفی شد که با انرژی «یونیونی» (ionic) تقویت شده بود و با انتقام‌جویان جنگید. اما پس از گذر از سلسله‌ای از اتفاقات، به عنوان یک ابرقهرمان بازآفرینی شد و به تیمی پیوست که پیش‌تر با آن دشمنی داشت. سایمون ویلیامز قرار است برای نخستین بار به‌صورت لایو اکشن در مجموعه اورجینال آیندهٔ دیزنی پلاس با عنوان واندر من که در دنیای سینمایی مارول جریان دارد، ظاهر شود. نقش او را یحیی عبدالمتین دوم ایفا خواهد کرد.